# Општина Сан Фелипе (Доња Калифорнија)
Општина Сан Фелипе је најновија општина у мексичкој држави Доња Калифорнија. Основана 1. јануара 2022., налази се приближно 190 километара јужно од Мексикала, главни град државе.